# Artemis IV
Artemis IV és una missió planificada del programa Artemis dirigit per la NASA. La missió inclourà el quart ús d'un vehicle de llançament del sistema de llançament espacial (SLS). En aquesta missió s'enviarà una nau espacial Orion amb quatre astronautes a l'estació espacial Lunar Gateway, dels quals, per primera vegada, hi haurà un d'europeu de l'Agència Espacial Europea (ESA), que compartirà vol amb els tres astronautes de la NASA. Durant la missió també s'instal·larà un nou mòdul a l'estació espacial Lunar Gateway i es realitzarà el segon allunatge tripulat del programa Artemis.

## Visió general
La missió lliurarà i instal·larà el Mòdul d'hàbitat internacional (I-Hab) de l'estació espacial Lunar Gateway. El mòdul d'hàbitat internacional està sent desenvolupat per l'Agència Espacial Europea i l'agència espacial japonesa JAXA.
La missió atracarà el mòdul d'hàbitat als primers elements de l'estació espacial, és a dir, a l'Element de potència i propulsió i al Lloc avançat d'habitabilitat i logística.
Després de l'acoblament, els astronautes pujaran a bord d'un vehicle Starship HLS (HLS) també atracat a l'estació espacial lunar. Des d'allí, baixaran a la superfície lunar amb l'HLS, per a una inspecció del lloc de diversos dies.
Artemis IV serà el primer vol de la versió Block 1B del sistema de llançament espacial. Per al bloc 1B, l'etapa de propulsió criogènica provisional utilitzada al bloc SLS 1 se substituirà per una etapa superior d'exploració més potent, augmentant la capacitat d'injecció translunar del coet des de més de 27 tones fins a més de 42 tones. Amb aquesta potència, serà possible llançar el mòdul d'hàbitat internacional juntament amb la nau espacial Orion.
Al març de 2023, estava previst que el llançament d'Artemis IV no es produirà abans del setembre de 2028.

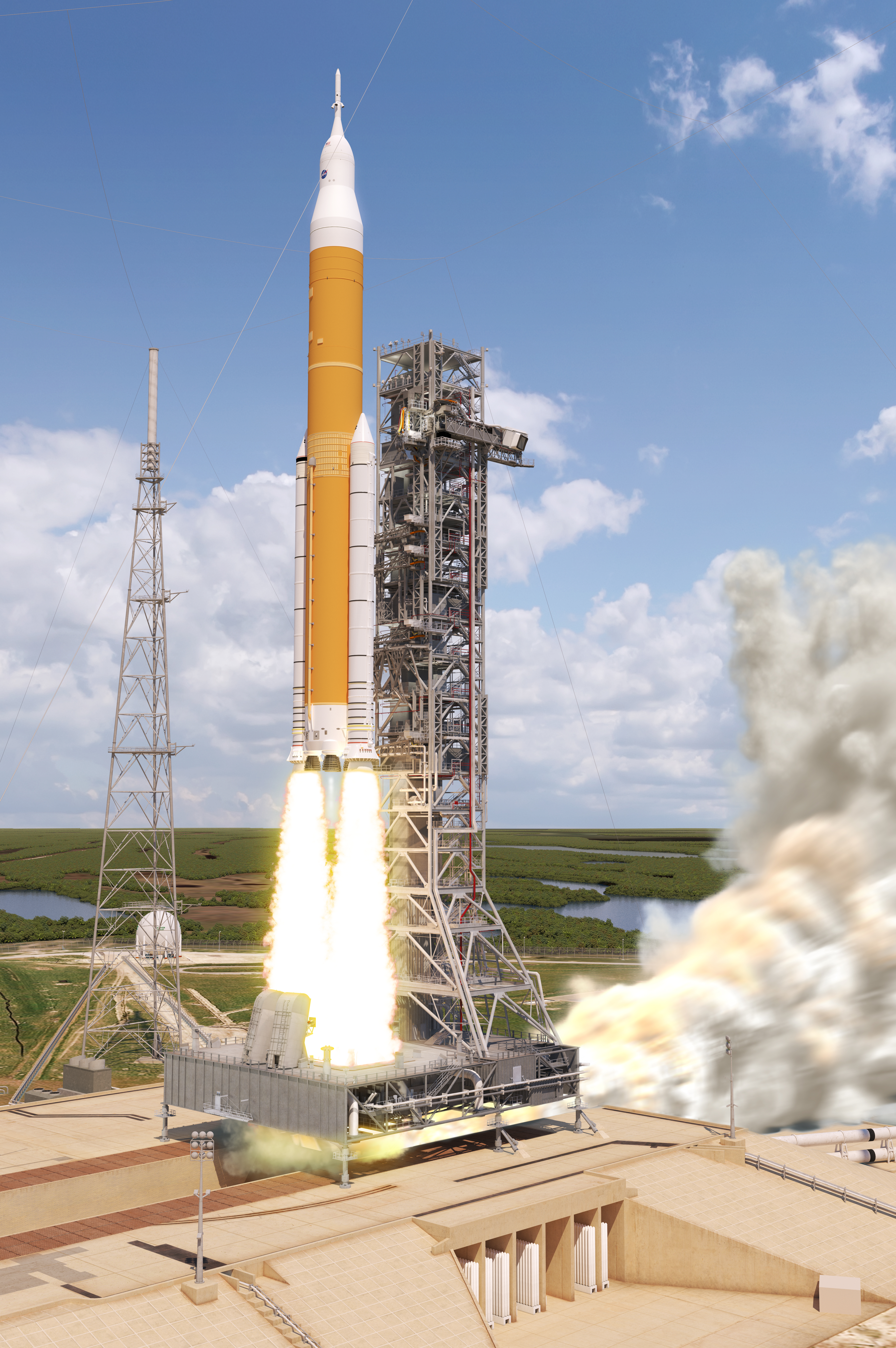
Representació del llançament del bloc 1B del sistema de llançament espacial

## Elements

### Sistema de llançament espacial
El sistema de llançament espacial és un llançador d'elevació súper pesada utilitzat per llançar la nau espacial Orion des de la Terra fins a una òrbita translunar. Aquesta serà la primera missió Artemis que utilitzarà un coet SLS Block 1B amb una etapa superior d'exploració avançada. Està previst que el SLS Block 1B s'utilitzi també en les quatre missions següents. A partir de la missió Artemis IX es preveu que s'utilitzi el SLS Block 2, que utilitzarà impulsors més avançats.

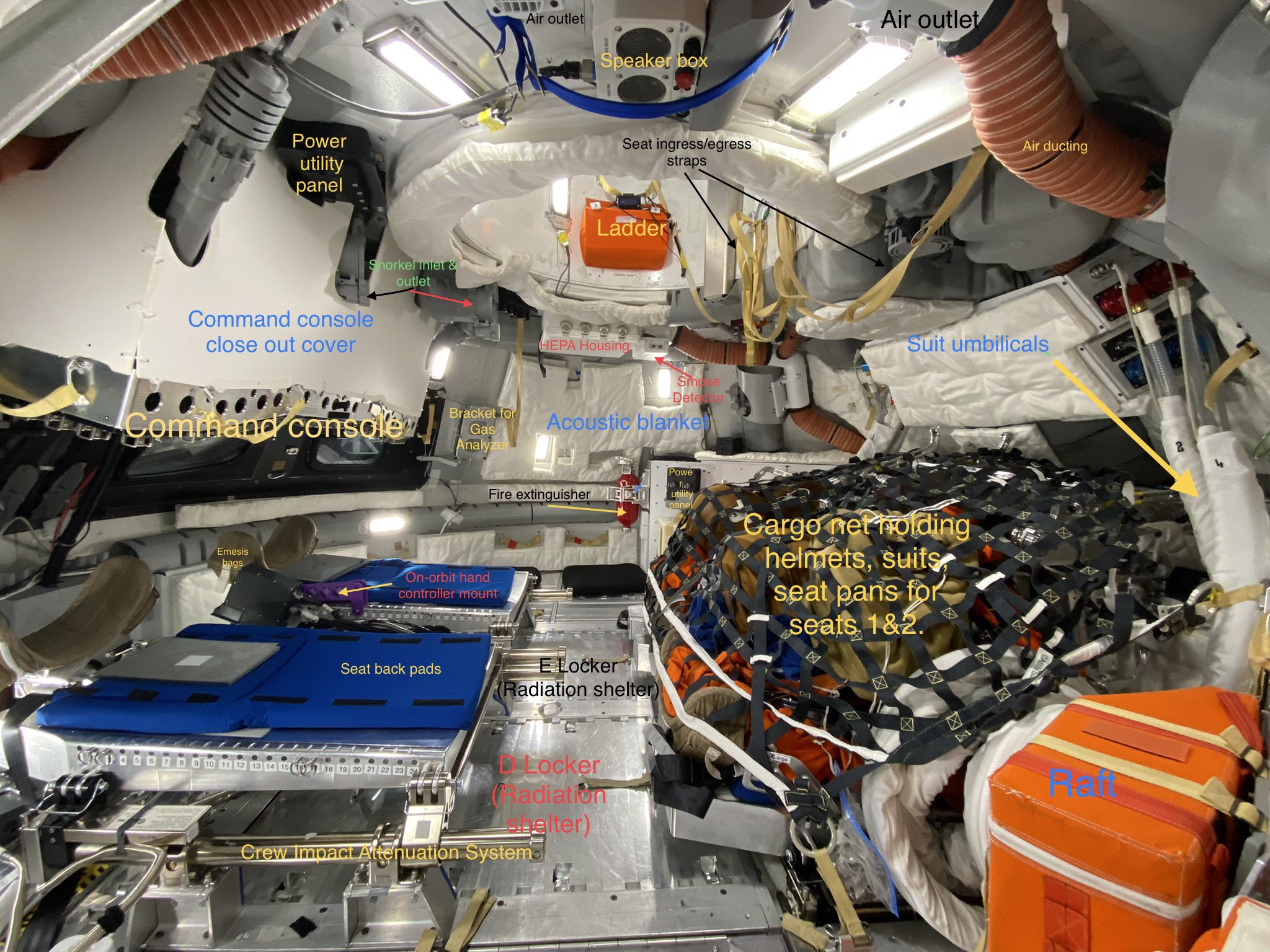
Nau espacial Orion amb interior equipat (2021)

### Vehicle de la tripulació
Orion és el vehicle de transport de la tripulació utilitzat per totes les missions Artemis. Comprèn el mòdul de la tripulació i el mòdul de servei europeu. És l'encarregat de transportar la tripulació des de la Terra fins a l'òrbita espacial Lunar Gateway. En aquesta missió, Orion atracarà a l'estació espacial lunar; li lliurarà el mòdul d'hàbitat; i, després que els astronautes hagin completat la missió a la Lluna, els tornarà a la Terra.

### Estació espacial

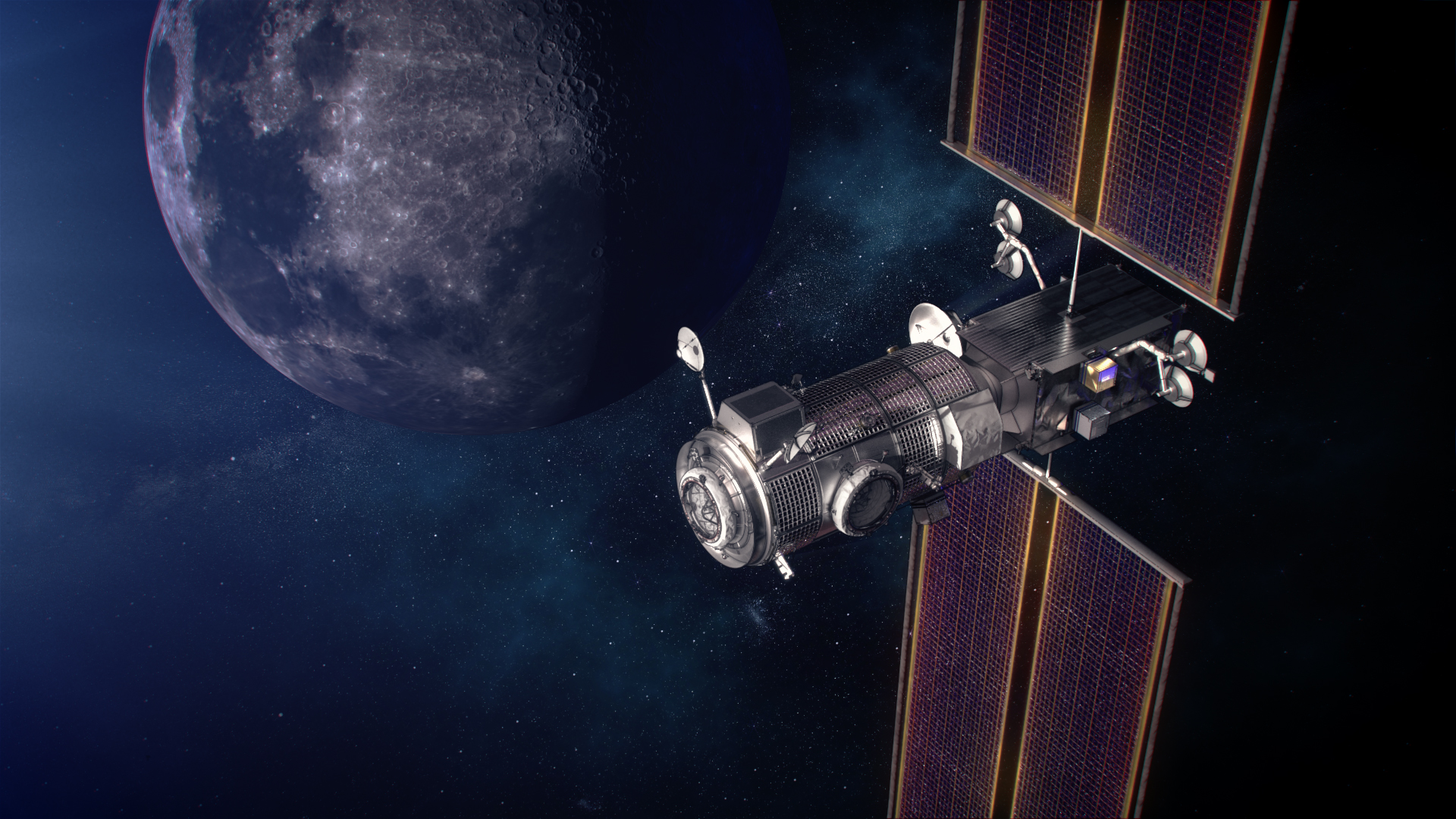
La passarel·la lunar Fase 1 orbitant la Lluna

Gateway és una petita estació espacial modular.
Es preveu que els dos primers elements de l'estació, el Power and Propulsion Element (Element de potència i propulsió) i l'Habitation and Logistics Outpost (Avançada habitació i logística) es llancin junts a bord d'un SpaceX Falcon Heavy el 2027. S'espera que assoleixi l'òrbita lunar nou o deu mesos després i se situï en una òrbita d'halo gairebé rectilínia al voltant de la Lluna. Funcionarà com una petita miniestació fins a l'arribada d'Artemis IV que durà el mòdul d'hàbitat internacional.

### Sistema d'allunatage
El pla de la missió Artemis IV és fer ús de la configuració de l'opció B HLS de SpaceX Starship per donar suport a l'allunatage i tornar després a l'estació espacial.

### Llançador mòvil 2
La massa total més pesada del vehicle SLS Block 1B requereix l'ús de l'equip de suport terrestre Mobile Launcher-2.